# مورتون ديو
مورتون ديو (بالإنجليزية: Morton Deyo)‏ هو ضابط أمريكي، ولد في 1 يوليو 1887 في بكبسي في الولايات المتحدة، وتوفي في 10 نوفمبر 1973 في كيتري بوينت في الولايات المتحدة.

## معرض صور

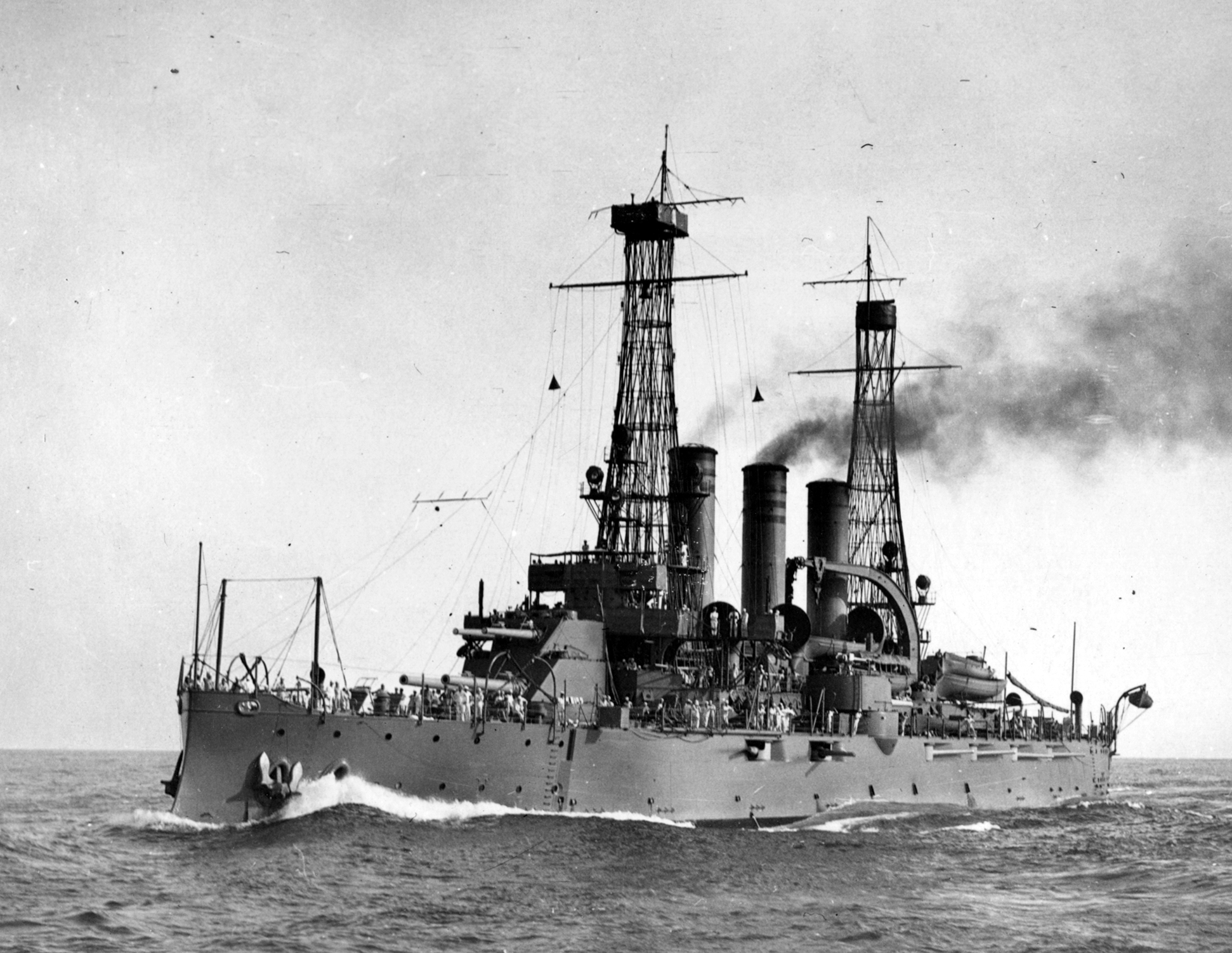
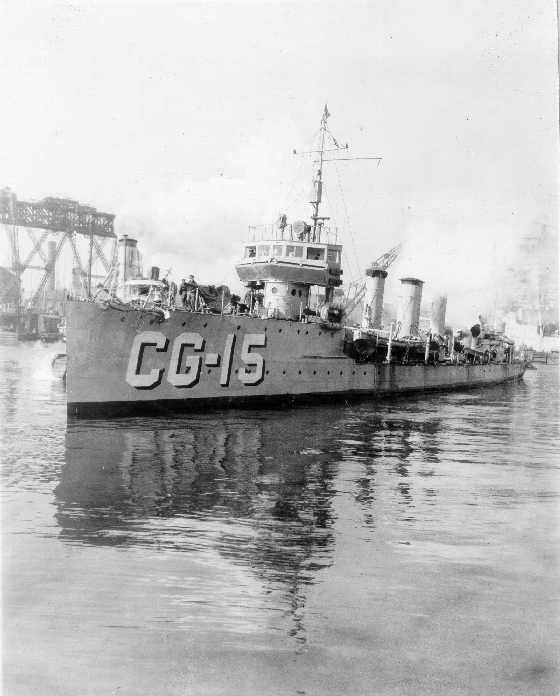
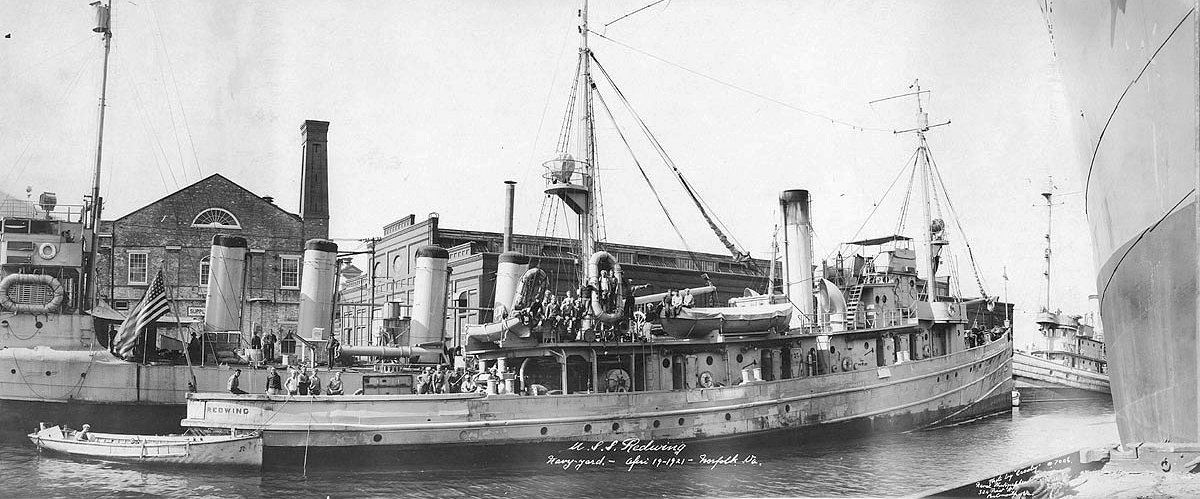
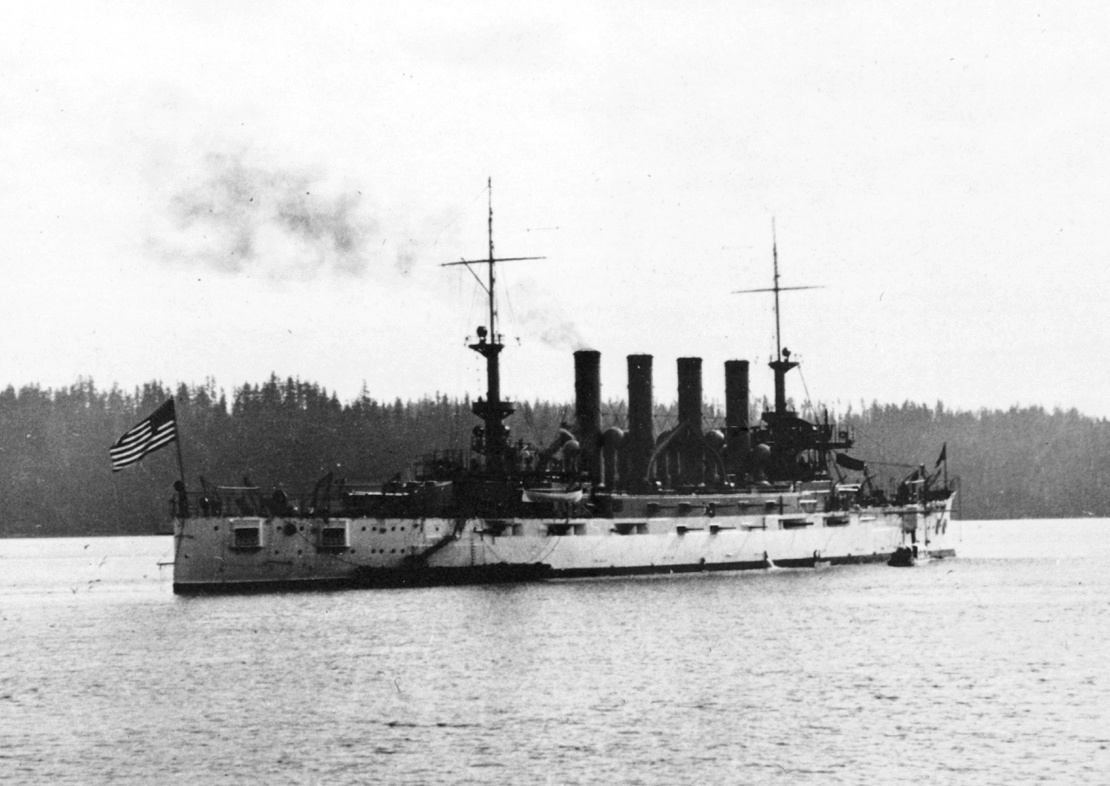